# 希日湖 (謝格扎區)
63°37′50″N 35°43′32″E / 63.63056°N 35.72556°E
希日湖（俄语：Хижозеро），是俄羅斯的湖泊，位於該國西北部，由卡累利阿共和國負責管轄，處於謝格扎區，面積11.4平方公里，海拔高度142.8米，集水區面積262平方公里。